# Petrorossia media
Petrorossia media är en tvåvingeart som beskrevs av Seguy 1931. Petrorossia media ingår i släktet Petrorossia och familjen svävflugor.
Artens utbredningsområde är Moçambique. Inga underarter finns listade i Catalogue of Life.